# Централь (гостиница, Рига)
«Централь» — рижская гостиница конца XIX — начала XX века. Располагалась там, где в настоящее время возвышается здание Латвийского радио (Домская площадь, д. 8).

## История
До Первой мировой войны среди 28 рижских гостиниц «Централь» занимала третье место после «несравненного» «Санкт-Петербурга» и фешенебельного «Рима».
Здание гостиницы по адресу улица Шкюню, 25 было построено в начале 1880-х годов по заказу владельцев семьи Кунцендорфов. Место для сооружения гостиницы было выбрано как нельзя подходящее, так как по соседству, напротив, располагался кондитерский и винный ресторан Крепша, а сбоку от здания находился галантерейный магазин Ланденберга, что не могло не оказать положительного впечатления на постояльцев.
Здание гостиницы отличалось эффектным внешним видом: роскошный декор на фасаде, эклектические формы с преобладанием необарочных компонентов с некоторыми вкраплениями неоклассицизма, билингвальная реклама достоинств отеля на русском и французском языках. Небольшое количество номеров (всего 20) предполагало высший уровень обслуживания клиентов, так как при таком запрограммированном «минимуме» к каждому постояльцу удавалось выработать индивидуальный подход, что со временем оформилось в своеобразную политику владельцев отеля. Выбравший именно эту гостиницу мог пользоваться всеми благами цивилизации: просторной ванной, телефоном и эксклюзивным по тем временам бесплатным завтраком в индивидуальном ресторане (на каждый номер приходилось по ресторану).
Такого рода индивидуальные рестораны в «Централи» могли по условиям городского гостиничного устава работать до трёх часов ночи, в то время как ресторан гостиницы «Санкт-Петербург» мог принимать посетителей до 2 часов, а широко известный ресторан «Отто Шварц», принимавший цвет рижского предпринимательства, трудился вообще только до 12 часов. Рестораны первого класса, к которым принадлежали все три названных заведения, могли работать до 22 часов, а чем позже ресторан был открыт для публики, тем более фешенебельным он считался. Гостиничные номера также были приемлемы в ценовом плане: сутки пребывания в гостинице «Централь» могли обойтись постояльцу от 60 копеек до 4 рублей, в то время как номера в гостиницах «Санкт-Петербург» и «Рим» стоили не менее 10 рублей, что также сказывалось на притоке посетителей в «Централь».
В 1910 году в серии тонированных открыток, выпущенных в Великобритании, гостиница «Централь» фигурировала в комплекте с Первым городским немецким театром (здание современной Национальной оперы) и Домом Рейтерна. Изображения городских объектов при свете луны на тонированных открытках со времени стали фотографическим эксклюзивом, представляющим особую ценность для коллекционеров.
В 1912 году семья Кунцендорфов решила продать участок земли, поддавшись на уговоры Первого Коммерческого банка, здание для которого планировалось построить на месте гостиницы «Централь». Акт купли-продажи состоялся в конце 1912 года, а уже в следующем, 1913 году был возведён центральный офис Первого Коммерческого банка, который просуществовал до 1936 года.